# Cali Adinolfi
Cali Adinolfi (Buenos Aires, 7 de septiembre de 1965) es una actriz argentina. Actualmente reside en Estados Unidos.

## Biografía
En Argentina trabajó con importantes figuras del espectáculo como Jorge Porcel, Alberto Olmedo, Hugo Arana, Mario Sapag, y Raúl Portal. Fue portada de la revista Playboy, edición argentina. Fue la primera  playmate argentina, y una de las más queridas conejitas de Hugh Hefner.
Hace algunos años se radicó en Miami, Estados Unidos, realizando algunas películas, y donde vive actualmente.

## Filmografía

### Programas de televisión
- Las mil y una de Sapag
- Las bebitas y bebotes de Porcel.
- Matrimonios y algo más.
- Del Tomate (1993, El Nueve).
- Las gatitas y ratones de Porcel

### Cine
- El Manosanta está cargado (1987)
- Y...Dónde está el hotel (1989)
- Expertos en tetología (1989)
- Detective de señoras - La película (1991)
- Los reportajes de Osvaldo Príncipi y las cámaras de Leo (????)
- Lo mejor de José Luis Gioia y Leo (????)